# Alkoholvergiftung
Die Alkoholvergiftung (auch Alkoholintoxikation oder Ethanolvergiftung, im Klinikjargon wegen der chemischen Struktur des Ethanols auch C2-Intox, umgangssprachlich „Rausch“ oder genauer Alkoholrausch) ist eine Vergiftung des menschlichen Körpers durch Ethanol („Äthylalkohol“), welche die Funktionsfähigkeit des Gehirns zeitweilig beeinträchtigt. 
Ethanol zählt zu den Lebergiften (obligat hepatotoxisch), beeinträchtigt die Blutbildung (Erythropoese-hemmend), schädigt den Embryo (Embryotoxizität) und gehört zu den Nervengiften (Neurotoxizität). Eine schwere Alkoholvergiftung kann daher zum Tod durch Atemstillstand und/oder Kreislaufstillstand führen. Die akute Alkoholvergiftung durch (einmalige) übermäßige Aufnahme von Ethanol (Trinken von alkoholhaltigen Getränken) ist von der chronischen Alkoholvergiftung oder auch Alkoholkrankheit abzugrenzen, die durch fortgesetzten bzw. wiederholten Alkoholkonsum entsteht und dauerhafte organische Veränderungen nach sich zieht.
Neben Ethanol werden auch Vergiftungen mit anderen Alkoholen wie Methanol, Ethylenglycol, Isopropanol, Diethylenglycol oder Propylenglycol zu den Alkoholintoxikationen gezählt. Diese Substanzen befinden sich in industriellen (bspw. Autolacke) und medizinischen Produkten, aber auch in Produkten für Endkunden wie Frostschutzmittel. Vergiftungen kommen insbesondere bei suizidaler Absicht oder unabsichtlicher Einnahme vor.

## Diagnose nach ICD-10
Eine akute Alkoholintoxikation (F10.0) wird festgestellt, wenn akute Beeinträchtigungen des Bewusstseins, der Kognition, der Wahrnehmung, der Affekte oder des Verhaltens vorhanden sind, die eindeutig auf die Wirkung von Alkohol zurückgeführt werden können. Für die Diagnose muss mindestens eine der folgenden Verhaltensauffälligkeiten beobachtet worden sein:
- Enthemmung,
- Streitlust,
- Aggressivität,
- Affektlabilität,
- Aufmerksamkeitsstörung,
- Einschränkung der Urteilsfähigkeit oder
- Beeinträchtigung der persönlichen Leistungsfähigkeit,
- Doppelbildwahrnehmung auf Grund gestörten Fusionsvermögens,[1]
- Störung der Akkommodation,[2]
- alkoholinduzierter Lagerungsnystagmus.[3]

Zudem muss mindestens eines der folgenden Merkmale vorliegen:
- Gangunsicherheit (Ataxie),
- Standunsicherheit,
- verwaschene Sprache,
- Bewusstseinsminderung (zum Beispiel Somnolenz, Koma),
- Gesichtsröte (Erröten),
- Bindehautrötung (Hyperämie, konjunktivale Injektion).

Eine schwere Alkoholintoxikation kann auch mit Hypotonie (niedrigem Blutdruck), Hypothermie (Unterkühlung) und einem abgeschwächten Würgreflex einhergehen.
Kommen bei einer akuten Vergiftung Komplikationen hinzu (zum Beispiel Verletzungen, Aspiration von Erbrochenem, Delir, Wahrnehmungsstörungen, Koma), spricht man von einem komplizierten Rausch. Die Art der Komplikation wird im ICD-10 an fünfter Stelle (F10.0x) codiert.
Von einem pathologischen Rausch (pathologische Alkoholintoxikation, F10.07) spricht man, wenn die Alkoholintoxikation bereits bei einer Trinkmenge auftritt, die bei den meisten Menschen keine Intoxikation hervorruft (unter 0,5 Promille) und mit verbaler Aggressivität oder körperlicher Gewalt einhergeht, die für denjenigen untypisch ist. Ein organischer Hirnschaden oder eine andere psychische Störung darf nicht vorliegen (in diesem Fall sollte eine entsprechende andere Diagnose vergeben werden).

## Diagnose nach DSM-5
Gemäß dem Klassifikationssystem Diagnostic and Statistical Manual of Mental Disorders müssen folgende Bedingungen erfüllt sein:
A. Kurz zurückliegender Alkoholkonsum
B. Klinisch bedeutsame verhaltensbezogene oder psychische Veränderungen (zum Beispiel unangemessenes aggressives oder sexuelles Verhalten, Affektlabilität, beeinträchtigtes Urteilsvermögen), die sich während oder kurz nach dem Alkoholkonsum entwickeln.
C. Mindestens eines der folgenden Anzeichen oder Symptome, die sich während oder kurz nach dem Alkoholkonsum entwickelt haben:
1. verwaschene Sprache
2. Koordinationsstörungen
3. unsicherer Gang
4. Augenbewegungsstörung
5. Aufmerksamkeits- oder Gedächtnisstörungen
6. Stupor oder Koma

D. Die Anzeichen oder Symptome gehen nicht auf einen anderen medizinischen Krankheitsfaktor zurück oder können nicht besser durch eine andere psychische Störung einschließlich einer Intoxikation durch eine andere Substanz erklärt werden.
Eine entsprechende ICD-10 Codierung wird je nachdem vorgenommen, ob eine Alkoholkonsumstörung vorliegt:
- ohne komorbide Alkoholkonsumstörung: F10.929
- leichte komorbide Alkoholkonsumstörung: F10.129
- mittlere oder schwergradige Alkoholkonsumstörung: F10.229

## Stadien
Bei der akuten Alkoholvergiftung unterscheidet man vier verschiedene Stadien, die abhängig von der Blutalkoholkonzentration sind. (Aufgrund der individuellen Unterschiede in der Reaktion auf Alkohol sind die angegebenen Grenzen nur grobe Anhaltspunkte.)

### Erstes Stadium
Exzitation (Blutalkoholkonzentration zwischen 0,2 und 2,0 Promille):
- Enthemmungserscheinungen (ab 0,2 Promille)
- Redseligkeit, Flapsigkeit (ab 0,2 Promille)
- verlängerte Reaktionszeit (ab 0,3 Promille)
- verminderte Schmerzwahrnehmung (ab 0,5 Promille)
- gestörtes Gleichgewicht (ab 0,8 Promille)
- gerötete Augen
- leicht undeutliche Sprache

### Zweites Stadium
Hypnose (Blutalkoholkonzentration zwischen 2,0 und 2,5 Promille):
- evtl. Aggressivität
- Sprach- und Artikulationsstörungen
- Koordinationsstörungen
- Sehstörungen
- Schlaffheit (Muskeln)
- verengte Pupillen
- Amnesie
- Erbrechen

### Drittes Stadium
Narkose (Blutalkoholkonzentration zwischen 2,5 und 4,0 Promille):
- Bewusstlosigkeit
- Schockzustand
- erweiterte Pupillen

### Viertes Stadium
Asphyxie (Blutalkoholkonzentration über 4,0 Promille):
- Koma
- weite und reaktionslose Pupillen
- Schockzustand → Kreislaufversagen → Tod
- Unregelmäßige Spontanatmung → Atemstillstand → Tod
- Hypothermie → Tod

Die letale Ethanoldosis schwankt von Person zu Person und hängt neben Faktoren wie Körpergewicht und genetischer Disposition auch von der Alkoholgewöhnung des Konsumenten ab. So tritt bei einigen Menschen bei 3 Promille der Tod ein, während andere 6 Promille überlebten. Extremfälle können allenfalls bei rascher intensivmedizinischer Betreuung (Dialyse, Infusionen zum Verdünnen der Alkoholkonzentration im Blut, Glucoseinfusionen) überleben.
Ein chronischer Alkoholabusus führt (als chronische Alkoholvergiftung) zu Gastroenteritis sowie Leberparenchymschäden und kann auch Polyneuritis und neurologisch-psychotische Zustandsbilder des Korsakow-Syndroms und des Delirium tremens hervorrufen.

## Therapiemaßnahmen
Die Therapiemaßnahmen sind grundsätzlich abhängig von dem jeweiligen Alkohol. Im Falle von Ethanol gilt es in erster Linie die Vitalfunktionen (Atmung, Kreislauf) zu erhalten. Daher ist eine Unterbringung auf einer Intensivstation nötig. Da ab einer Blutalkoholkonzentration von ca. 2 Promille akute Schockgefahr besteht, nimmt die Schockbekämpfung einen zentralen Platz in der Therapie ein. Als Infusionszusatz wird bei drohender Hypoglykämie eine Glucoselösung verabreicht. Wegen der Neurotoxizität des Ethanols kommt es häufig zum Erbrechen (Schutzreflex gegen Vergiftung) und damit zur Aspirationsgefahr, was eine ständige Absaugbereitschaft erfordert. Bei Verlust des Bewusstseins ist eine kombinierte stabile Seiten- und Schocklage nötig.
Vergiftungen mit weiteren Alkoholen wie Methanol oder Ethylenglycol können von medizinischem Personal durch Hinweise aus der Anamnese und Laborparameter wie die osmotische Lücke und die Anionenlücke erkannt werden. Eine labortechnische Bestätigung von bestimmten Substanzen ist in der Regel nur zeitverzögert möglich und deshalb klinisch nicht relevant. Therapeutisch kann entweder das wesentlich weniger toxische Ethanol oder das Medikament Fomepizol verwendet werden. Beide blockieren die Alkoholdehydrogenase, ein Enzym, das für den Abbau der Alkohole zu den toxischen Metaboliten verantwortlich ist. In schweren Fällen kann über Dialyseverfahren die Substanz selbst entfernt werden.